# Helle Thomsen
Helle Thomsen (geboren am 30. November 1970 in Frederikshavn) ist eine dänische Handballtrainerin. Zuvor war sie als Handballspielerin aktiv.

## Spielerin
Thomsen spielte Handball bei den dänischen Vereinen Fredrikshavn KFUM, Frederikshavn fI, Lyngså, Skogn, Drammen HK und Sindal IF.

## Trainerin

### Vereinsebene
Auf Vereinsebene war sie bei Sindal IF als Spielertrainerin aktiv. Als Cheftrainerin war sie von 2012 bis 2016 beim dänischen FC Midtjylland, von 2017 bis 2018 in Rumänien bei CSM Bukarest, von 2018 bis 2020 bei Molde HK in Norwegen und ab August 2020 bis März 2021 beim türkischen Verein Kastamonu Belediyesi GSK tätig. Ab Januar 2022 war Thomsen als Co-Trainerin beim französischen Erstligisten Neptunes de Nantes tätig. Nachdem im Februar 2022 der Trainer Guillaume Saurina von seinen Aufgaben entbunden wurde, übernahm sie den Trainerposten. In der Saison 2024/25 trainierte sie zum zweiten Mal den rumänischen Erstligisten CSM Bukarest.
Mit FC Midtjylland gewann sie zwei Meisterschaften und drei Pokalwettbewerbe in Dänemark.

### Auswahlmannschaften
Sie trainierte von 2014 bis 2015 die schwedische Frauen-Handballnationalmannschaft und von 2016 bis 2019 die niederländische Nationalmannschaft.
Mit den Schwedinnen belegte sie Platz 3 bei der Europameisterschaft 2014. Das Team der Niederlande führte sie bei der Europameisterschaft 2016 auf Platz 2, bei der Weltmeisterschaft 2017 auf Platz 3 und auch bei der Europameisterschaft 2018 auf Platz 3.
Im Sommer 2025 übernahm sie das Training der dänischen Frauen-Nationalmannschaft.